# Meg y Mog
Meg y Mog es una serie de libros infantiles escritos por Helen Nicoll e ilustrados por Jan Pieńkowski. Publicados por primera vez en la década de 1970, los libros tratan sobre Meg, una bruja cuyos hechizos siempre parecen salir mal, su gato rayado Mog y su amigo Búho. El primer libro se publicó en enero de 1972. Tras la muerte de Helen Nicholl en 2012, la serie fue continuada por Pieńkowski y David Walser.

## Series de televisión y adaptaciones
La primera versión animada de Meg y Mog apareció en el episodio de Halloween de la serie educativa infantil de la BBC Words and Pictures en 1977.
En 2001 se planeó producir una serie de televisión animada de 52 episodios de cinco minutos como coproducción entre Telemagination, TV-Loonland AG y Absolutely Productions para una entrega entre 2002 y 2003 de la que Loonland tendría los derechos de la serie fuera del Reino Unido.
Por razones desconocidas, este plan nunca se llevó a cabo y Absolutely se asoció con Happy Life y Varcara para producir la serie para una entrega a fines de 2003, con CITV comprando los derechos de transmisión en el Reino Unido. La serie se emitió por primera vez en el Reino Unido durante ese período.
Fue producida por Carl Gorham y dirigida por Roger Mainwood, con las voces de Alan Bennett como Owl, Fay Ripley como Meg y Phil Cornwell como Mog con voces adicionales de Morwenna Banks y Paul Shearer.
En la década de 1980 también se representó en Londres una exitosa obra de teatro, protagonizada por Maureen Lipman en el papel de Meg.

## Títulos

### Serie de libros
- Meg y Mog
- Mog está desaparecido
- La mamá de Meg
- Meg arriba del arroyo
- Meg, Mog y Og
- Meg en el mar
- Meg en la luna
- El coche de Meg
- El castillo de Meg
- Los huevos de Meg
- Mog en el zoológico
- Mog en la niebla
- Las verduras de Meg
- Paperas de Mog
- Meg llega a la escuela (antes conocida como Búho en la escuela )
- Meg se va a la cama
- Meg y el pirata
- Libro de cartón de Meg y Mog
- El caldero de Meg
- El disfraz elegante de Meg
- El tesoro de Meg
- Mog al mando
- Meg y el dragón (escrito por primera vez por David Walser)
- La Navidad de Meg

### Serie de televisión
El caldero de Meg y otros cuentos DVD:
1. El caldero de Meg
2. Meg en el parque de atracciones
3. El coche de Meg
4. El tesoro de Meg
5. La carrera de Meg
6. La música de Meg
7. Meg arriba del arroyo
8. Meg y la oveja
9. Paperas de Mog
10. Museo de Meg
11. Búho en la escuela
12. La Navidad de Meg
13. Meg y la nieve

Meg, Mog y Búho y otras historias DVD:
1. Meg, Mog y Búho
2. La voz del búho
3. Meg en la luna
4. La tienda de Meg
5. El pastel de Meg
6. Meg en el mar
7. Meg en el circo
8. Meg y el bebe
9. Las verduras de Meg
10. Los hipo de Mog
11. Mog en la niebla
12. El picnic de Meg
13. Los huevos de Meg

Otros:
1. El error de Mog
2. El castillo de Meg
3. El disfraz elegante de Meg
4. Cumpleaños del búho
5. Mog en el zoológico
6. Meg y el vikingo
7. Meg y el vaquero

## Nombre
"Mog" es una forma abreviada de moggy, una palabra para los gatos que no son de una raza específica.